# Gyilkos elmék
A Gyilkos elmék,  majd Gyilkos elmék: Evolúció (eredeti cím: Criminal Minds, majd Criminal Minds: Evolution) 2005-től vetített amerikai bűnügyi sorozat, amelyet Jeff Davis alkotott. A főbb szerepekben Mandy Patinkin, Thomas Gibson, Lola Glaudini, Shemar Moore és Matthew Gray Gubler látható.
Az Amerikai Egyesült Államokban a CBS 2005. szeptember 22-én, Magyarországon az AXN 2006. március 15-én mutatták be. A 16. évadtól Amerikában a Paramount+, Magyarországon a Disney+ (16–17. évad feliratos, 18. évad szinkronos) adja.
Az FBI Virginia államban lévő, quanticói központú Viselkedéskutató Egységének kalandjait követi nyomon. A Gyilkos elmék abban különbözik a sok hasonló bűnügyi sorozattól, hogy nem a bűnügyre, hanem a bűnözőre fókuszál.  Az epizódokat az egyik első és az utolsó jelenetben narráció kíséri, aminek témája egy jól ismert írótól vagy költőtől származó idézet. Az idézet mindig illik az adott bűnügyhöz vagy bűnözőhöz, s az epizód eleji felvetést a végén konklúzió zárja. A narrátor az első évadban legtöbb esetben Gideon volt, majd rendszerint az a szereplő, aki számára az adott nyomozás a többieknél személyesebb érintettséget eredményezett. Az epizódok sokszor híres filmek előtt tisztelegnek, mint például a Taxisofőr, Psycho, Elhagyott szoba, Fűrész, Született gyilkosok vagy A szarvasvadász.
A pilotot Vancouverben vették fel, „Quantico” munkacímmel.

## Szereplők
| Szereplő               | Színész              | Magyar hang                | Tisztség                                    | Évadok     | Évadok     | Évadok     | Évadok     | Évadok     | Évadok     | Évadok     | Évadok     | Évadok          | Évadok          | Évadok          | Évadok          | Évadok          | Évadok     | Évadok     | Évadok         | Évadok     | Évadok          |  |
| Szereplő               | Színész              | Magyar hang                | Tisztség                                    | 1          | 2          | 3          | 4          | 5          | 6          | 7          | 8          | 9               | 10              | 11              | 12              | 13              | 14         | 15         | 16             | 17         | 18              |  |
| ---------------------- | -------------------- | -------------------------- | ------------------------------------------- | ---------- | ---------- | ---------- | ---------- | ---------- | ---------- | ---------- | ---------- | --------------- | --------------- | --------------- | --------------- | --------------- | ---------- | ---------- | -------------- | ---------- | --------------- |  |
| Jason Gideon           | Mandy Patinkin       | Szersén Gyula              | Ex Csapatvezető Különleges ügynök           | Főszereplő | Főszereplő | Főszereplő |            |            |            |            |            |                 |                 |                 |                 |                 |            |            |                |            |                 |  |
| Aaron "Hotch" Hotchner | Thomas Gibson        | Lux Ádám                   | Ex Csapatvezető Különleges ügynök           | Főszereplő | Főszereplő | Főszereplő | Főszereplő | Főszereplő | Főszereplő | Főszereplő | Főszereplő | Főszereplő      | Főszereplő      | Főszereplő      | Főszereplő      |                 |            |            |                |            |                 |  |
| Elle Greenaway         | Lola Glaudini        | Götz Anna                  | Különleges ügynök                           | Főszereplő | Főszereplő |            |            |            |            |            |            |                 |                 |                 |                 |                 |            |            |                |            |                 |  |
| Derek Morgan           | Shemar Moore         | Zámbori Soma               | Különleges ügynök                           | Főszereplő | Főszereplő | Főszereplő | Főszereplő | Főszereplő | Főszereplő | Főszereplő | Főszereplő | Főszereplő      | Főszereplő      | Főszereplő      | Epizód szereplő | Epizód szereplő |            |            |                |            |                 |  |
| Dr. Spencer Reid       | Matthew Gray Gubler  | Seder Gábor                | Különleges ügynök                           | Főszereplő | Főszereplő | Főszereplő | Főszereplő | Főszereplő | Főszereplő | Főszereplő | Főszereplő | Főszereplő      | Főszereplő      | Főszereplő      | Főszereplő      | Főszereplő      | Főszereplő | Főszereplő |                |            | Epizód szereplő |  |
| Jennifer Jareau „JJ”   | A.J. Cook            | Ullmann Zsuzsa Agócs Judit | Különleges ügynök / Kommunikációs Összekötő | Főszereplő | Főszereplő | Főszereplő | Főszereplő | Főszereplő | Főszereplő | Főszereplő | Főszereplő | Főszereplő      | Főszereplő      | Főszereplő      | Főszereplő      | Főszereplő      | Főszereplő | Főszereplő | Főszereplő     | Főszereplő | Főszereplő      |  |
| Penelope Garcia        | Kirsten Vangsness    | Sági Tímea                 | Adatelemző technikus                        | Főszereplő | Főszereplő | Főszereplő | Főszereplő | Főszereplő | Főszereplő | Főszereplő | Főszereplő | Főszereplő      | Főszereplő      | Főszereplő      | Főszereplő      | Főszereplő      | Főszereplő | Főszereplő | Főszereplő     | Főszereplő | Főszereplő      |  |
| Emily Prentiss         | Paget Brewster       | F. Nagy Erika              | Csapatvezető Különleges ügynök              |            | Főszereplő | Főszereplő | Főszereplő | Főszereplő | Főszereplő | Főszereplő |            | Epizód szereplő |                 | Epizód szereplő | Főszereplő      | Főszereplő      | Főszereplő | Főszereplő | Főszereplő     | Főszereplő | Főszereplő      |  |
| David Rossi            | Joe Mantegna         | Barbinek Péter             | Rangidős Különleges ügynök                  |            |            | Főszereplő | Főszereplő | Főszereplő | Főszereplő | Főszereplő | Főszereplő | Főszereplő      | Főszereplő      | Főszereplő      | Főszereplő      | Főszereplő      | Főszereplő | Főszereplő | Főszereplő     | Főszereplő | Főszereplő      |  |
| Ashley Seaver          | Rachel Nichols       | Mezei Kitty                | Próbaidős különleges ügynök                 |            |            |            |            |            | Főszereplő |            |            |                 |                 |                 |                 |                 |            |            |                |            |                 |  |
| Dr. Alex Blake         | Jeanne Tripplehorn   | Kovács Nóra                | Nyelvészprofesszor / Különleges ügynök      |            |            |            |            |            |            |            | Főszereplő | Főszereplő      |                 |                 |                 |                 |            |            |                |            |                 |  |
| Kate Callahan          | Jennifer Love Hewitt | Németh Borbála             | Különleges ügynök                           |            |            |            |            |            |            |            |            |                 | Főszereplő      |                 |                 |                 |            |            |                |            |                 |  |
| Dr. Tara Lewis         | Aisha Tyler          | Makay Andrea               | Pszichológus / Különleges ügynök            |            |            |            |            |            |            |            |            |                 |                 | Epizód szereplő | Főszereplő      | Főszereplő      | Főszereplő | Főszereplő | Főszereplő     | Főszereplő | Főszereplő      |  |
| Luke Alvez             | Adam Rodriguez       | Crespo Rodrigo             | Különleges ügynök                           |            |            |            |            |            |            |            |            |                 |                 |                 | Főszereplő      | Főszereplő      | Főszereplő | Főszereplő | Főszereplő     | Főszereplő | Főszereplő      |  |
| Stephen Walker         | Damon Gupton         | Papp Dániel                | Különleges ügynök                           |            |            |            |            |            |            |            |            |                 |                 |                 | Főszereplő      |                 |            |            |                |            |                 |  |
| Matt Simmons           | Daniel Henney        | Novkov Máté                | Különleges ügynök                           |            |            |            |            |            |            |            |            |                 | Epizód szereplő |                 | Epizód szereplő | Főszereplő      | Főszereplő | Főszereplő |                |            |                 |  |
| Tyler Green            | Ryan-James Hatanaka  | Czető Roland               | Tanácsadó                                   |            |            |            |            |            |            |            |            |                 |                 |                 |                 |                 |            |            | Mellékszereplő | Főszereplő | Főszereplő      |  |
| Elias Voit             | Zach Gilford         | Pásztor Tibor              | Sorozatgyilkos                              |            |            |            |            |            |            |            |            |                 |                 |                 |                 |                 |            |            | Mellékszereplő | Főszereplő | Főszereplő      |  |

Jason GideonA VKE legjobbja, aki megtanította Hotchnernek és Reidnek, hogy nem kell ahhoz fegyver, hogy megöljenek valakit, ha kiismerték őt. Kísérti egy „híres baklövés,” amikor hat embert beküldött egy raktárba, amelyben bomba volt. Mindannyian életüket vesztették, s az esetért Gideont vonták felelősségre. Látszólag nem szereti, ha a bűnelkövető a vallást használja fel védekezésre vagy motivációként. Van egy Stephen nevű fia, aki az első évad 11. részében tűnik fel (Kannibalizmus). Kapcsolatuk természetéről nem sokat tudni, de valószínű, hogy nem látták már egymást egy ideje.
Aaron HotchnerKorábban az FBI seattle-i irodájánál volt Washingtonban; jelenleg a VKE csapat vezetője. Nemrég született meg kisfia; a sorozat állandó eleme, ahogy családi életét és munkáját próbálja egyensúlyban tartani. Van egy öccse, Sean. Abból, ahogy Sean döntéséről beszéltek, miszerint a fiatalember szakács lesz, és nem ügyvéd, kiderül, hogy jó kapcsolatot ápolnak egymással. Hotch segített Reidnek felkészülni a lőfegyveres vizsgájára. Mielőtt a törvény erőihez csatlakozott, ügyészként ténykedett, és korábban a SWAT tagja is volt. Utalnak rá, hogy gyermekkorában bántalmazták. Ez akkor derül ki, mikor az első évad nyolcadik részében (A beépített ember) a következőt mondja az ismeretlen gyanúsítottnak: „azok közül, akik ilyen környezetben nevelkednek, rendkívül erőszakos háztartásban, nem meglepő, ha néhányan felnőve gyilkossá válnak… és néhányan azzá, aki elkapja őket.”
Elle GreenawayElle szintén az FBI seattle-i irodájánál volt Washingtonban; a közelmúltban csatlakozott a VKE-hez, a szexuális bűntények szakértője. Apja rendőrtiszt volt, akit szolgálat közben öltek meg. Elle édesanyja révén félig kubai, és kiválóan beszél spanyolul. Az első évad fináléjában meglövi az elkövető. Fizikailag a második évad első részének végére felépül, ám az eset mély lelki nyomokat hagy benne. Ebből kifolyólag túl hevesen jár el egy nemi erőszak-ügyében: végül megöli a bűnelkövetőt, miután épp az ő türelmetlensége miatt szabadon kell engedniük. A következő részben leadja jelvényét és fegyverét, mondván, nem bánta meg tettét.
Derek MorganA magabiztos és bizonyítási vágytól égő Morgan fekete öves dzsudós és ő vezeti az FBI önvédelmi óráit. Két nővérével (Sarah és Desiree) együtt kemény, városi környéken nőttek fel Chicagóban. Apjuk halála után Derek élete szétesett, és kisebb bűncselekményeket is elkövetett. Egy Carl Buford nevű férfi vette a szárnyai alá; támogatta Dereket, hogy rögbijátékos legyen, ám egy térdsérülés véget vetett sportkarrierjének. Buford közösségben betöltött előkelő pozíciója lehetővé tette, hogy Derek bűnlajstromát töröljék, azonban a férfi gyermekeket is molesztált, s Dereket is elkezdte zaklatni. Mikor a fiú felnőtt, úgy döntött, a történteket titokban tartja, de életét a bűnözők megfékezésének szenteli. Végül maga is részt vett Buford elfogásában, mikor kiderült, hogy másokat is molesztált, s egy fiút, aki leleplezéssel fenyegette, meg is ölt.
Derek úgy gondol magára, mint Gideon jobbkezére. Az elsők között lép be a gyanúsítottak házába, többször a SWAT alakulatával együtt. A szenvedélybűnügyek szakértője; sokszor tesz humoros megjegyzéseket Reid zsenijére és gyakran flörtöl Penelope Garcia AV technikussal, noha ezt a kapcsolatot egyikük sem veszi komolyan. Korábban Morgan 18 hónapig volt beépülve egy akció során. Van egy Clooney nevű kutyája.
Dr. Spencer ReidReid zseni, szkizofrénia és Asperger-szindróma egyes tüneteivel,  aki 12 éves korában végzett középiskolában. Fiatalkorában, apja elhagyta őt és anyját, mert nem bírt többé megbirkózni felesége paranoid skizofréniájával. Az első epizódban (Két lábon járó veszedelem), Reid egy 23 éves volt Las Vegas-i diák három PhD-vel; a negyedik részben (Fényes nappal láthatatlanul) lesz 24. Komputerizált személyisége gyakran nyilvánul meg a nyomozások során, számos alkalommal oszt meg jelentős adatokat a csoporttal és hivatkozik statisztikára. Rejtélyes adottsága van a összetett dolgok felismeréséhez. Nem hisz abban, hogy a zsenialitás számértékben kifejezhető, de beismeri, hogy rendkívüli memóriával rendelkezik, 187-es IQ-ja van és percenként húszezer szót tud elolvasni.
Emily PrentissKülönleges ügynök az Egyesült Államok egyik nagykövetének és diplomatájának lánya. Váratlanul csatlakozik a BAU csapatához Elle Greenaway távozása után, ami meglepi Hotch-t és Gideont. Intelligens és több nyelven beszél folyékonyan, fokozatosan a csapat kulcstagjává válik. Gyermekkorában számos nehézséget élt át, többek között társadalmi elszigeteltséget, magányt, és 15 évesen abortuszon is átesett. Miután fenyegető üzeneteket kap és betörnek az otthonába, rájön, hogy régi ellensége, Ian Doyle célozta meg. Hotch és JJ segítségével megrendezi a saját halálát, és ideiglenesen elhagyja a csapatot. Később visszatér, hogy szembenézzen Doyle-lal, majd ismét távozik, hogy vezesse az Interpol londoni irodáját. Aaron Hotchner távozása után visszatér és átveszi Hotch korábbi szerepét mint az egység vezetője, majd előléptetik az FBI szekcióvezetőjévé, aki a BAU felett is felügyeletet gyakorol.
Penelope GarciaGyermekkorában rendőr akart lenni, ez hippi szüleit kicsit sokkolta. 18 éves volt, mikor baleset érte őket, miközben éppen őt keresték, mert nem ment időben haza. Teljesen maga alatt volt, magát hibáztatta és azóta is magát okolja a halálukért. Kirúgták az egyetemről, ezután elrejtőzött a világ elől és hackerként dolgozott. Olyannyira jól csinálta, hogy az FBI is felfigyelt rá és 2004-ben munkát ajánlottak neki. Adatelemző technikusként a csapatot általában a központból segíti. Néha előfordul, hogy rá is szükség van a helyszínen, pl. a negyedik évad utolsó részében (Visszatérés a pokolból) egy laptop átvizsgálásához Kanadába, Ontarióba kell mennie a csapat után. A hatodik évadban Ő viszi tovább JJ munkáját is, ami nagyon nehezen indul, de később egyre jobban belelendül. Iszonyodik a véres, brutális látványtól, így általában háttal állva mutatja be a kivetítőn az ilyen képeket. Munkája mellett önkéntesként áldozatok rokonainak segít. Barátja Kevin Lynch, akivel a harmadik évad 9. részében (Penelope) találkoznak először. Miután Garciát meglövik, majd még a kórházban felfüggesztik a gépén talált kódolt fájlok miatt, Kevin - aki a szintén hacker - segít a nyomozásban a csapatnak. A fiút teljesen lenyűgözi a különc lány magas szintre fejlesztett számítógépe. Miután segítségével sikerül a merénylőt elfogni, végre találkoznak és azonnal egymásba szeretnek. Garcia többször feltűnik a Gyilkos elmék: Alapos gyanú című spin-off sorozatban is.
Dr. Alex BlakeNagyon fiatalon, 24 évesen került az FBI-hoz.
Nyelvészprofesszor a Georgetowni Egyetemen, még Reid is volt vendégelőadó a bűnügyi nyelvészet kurzusán. Ismeri a jelnyelvet, ez mindjárt a bemutatkozó epizódban kiderül (8./1. A Némító). Eleinte igen feszült a viszonya Erin Strauss részlegvezetővel a Amerithrax ügy miatt, aminek végén a téves letartóztatásért őt tették felelőssé, Strauss pedig nem állt mellé a vizsgálat során. Ezután tíz évig tartott, mire újra felküzdötte magát és csatlakozhatott a profilozókhoz. Ennek a régi esetnek egyébként szerepe van az egész nyolcadik évadot végigkísérő Replikátor ügyben. Később bár nehezen, de elfogadja főnöke bocsánatkérését.
Férje James rengeteget van távol a munkája miatt - orvosok határok nélkül. Egyszer kötöttek egy egyezséget, hogy a munka az első mindkettejüknek, de az egy vétójogot is tartalmaz, miszerint ha egyikük ismét párként szeretne élni, felmondhatja a megállapodást. Miután Jamesnek felajánlanak egy állást a Harvard Egyetemen, ő kijelenti, hogy csak akkor fogadja el, ha Alex is munkát kap ugyanott, a nyelvészeti tanszéken. Végül Alex nem fogadja el, de James így is közelebb lehet hozzá. (8. évad 22. rész: A hatos számú áldozat)
Az apja Damon Miller volt Kansas City rendőrfőnöke, az öccse Scott szintén rendőr, gyilkossági nyomozó. Bátyja Danny is az volt, de 25 éve egy bevetés során fegyveres rablók megölték. Erről a 9. évad 11. részében beszél (Végzetes megaláztatás), mikor több mint öt év után az apja kérésére hazatér egy ügy miatt, a csapattal együtt. Ekkor tudjuk meg azt is, hogy édesanyja rákban halt meg.
A kilencedik évad 23. részében (Angyalok) arról mesél, hogy James ismét felbukkant és lakáshirdetéseket nézeget, ekkor még nem örül a dolognak...
Volt egy fia Eathen, kilencévesen meghalt egy ismeretlen neurológiai betegségben. Ezt Reidnek mondja el, mielőtt a kilencedik évad utolsó részében (...és démonok) elbúcsúznak egymástól. Ő ezután a táskájában megtalálja Alex jelvényét és az FBI igazolványát, majd az ablakból utoljára látjuk Blake-et amint beszáll egy taxiba.

## Epizódok
| Évad | Évad | Részek száma | Eredeti sugárzás     | Eredeti sugárzás   | Eredeti adó          | Magyar sugárzás      | Magyar sugárzás   | Magyar adó |
| Évad | Évad | Részek száma | Évadbemutató         | Évadzáró           | Eredeti adó          | Évadbemutató         | Évadzáró          | Magyar adó |
| ---- | ---- | ------------ | -------------------- | ------------------ | -------------------- | -------------------- | ----------------- | ---------- |
|      | 1    | 22           | 2005. szeptember 22. | 2006. május 10.    |                      | 2006. augusztus 23.  | 2007. január 31.  |            |
|      | 2    | 23           | 2006. szeptember 20. | 2007. május 16.    | 2007. július 6.      | 2007. december 7.    |                   |            |
|      | 3    | 20           | 2007. szeptember 26. | 2008. május 21.    | 2008. szeptember 26. | 2009. március 6.     |                   |            |
|      | 4    | 26           | 2008. szeptember 24. | 2009. május 20.    | 2009. április 1.     | 2009. szeptember 23. |                   |            |
|      | 5    | 23           | 2009. szeptember 23. | 2010. május 26.    | 2010. április 7.     | 2010. augusztus 18.  |                   |            |
|      | 6    | 24           | 2010. szeptember 22. | 2011. május 18.    | 2011. április 11     | 2011. szeptember 14. |                   |            |
|      | 7    | 24           | 2011. szeptember 21. | 2012. május 16.    | 2012. április 18.    | 2012. szeptember 19. |                   |            |
|      | 8    | 24           | 2012. szeptember 26. | 2013. május 22.    | 2013. május 1.       | 2013. október 9.     |                   |            |
|      | 9    | 24           | 2013. szeptember 25. | 2014. május 14.    | 2014. április 9.     | 2014. szeptember 17. |                   |            |
|      | 10   | 23           | 2014. október 1.     | 2015. május 6.     | 2015. április 1.     | 2015. augusztus 12.  |                   |            |
|      | 11   | 22           | 2015. szeptember 30. | 2016. május 4.     | 2016. április 4.     | 2016. augusztus 15.  |                   |            |
|      | 12   | 22           | 2016. szeptember 28. | 2017. május 10.    | 2017. április 4.     | 2017. augusztus 22.  |                   |            |
|      | 13   | 22           | 2017. szeptember 27. | 2018. április 18.  | 2018. május 20.      | 2018. július 29.     |                   |            |
|      | 14   | 15           | 2018. október 3.     | 2019. február 6.   | 2019. április 27.    | 2019. június 15.     |                   |            |
|      | 15   | 10           | 2020. január 8.      | 2020. február 19.  | 2020. március 21.    | 2020. október 3.     |                   |            |
|      | 16   | 10           | 2022. november 24.   | 2023. február 9.   |                      | 2023. március 15.    | 2023. március 15. |            |
|      | 17   | 10           | 2024. június 6.      | 2024. augusztus 1. | 2024. június 14.     | 2024. augusztus 2.   |                   |            |
|      | 18   | 10           | 2025. május 8.       | 2025. július 10.   | 2025. május 29.      | 2025. július 11.     |                   |            |

## Érdekességek

### A szereplőkről
- A Gideont alakító Mandy Patinkinnek van egy fia, akit Gideonnak hívnak.
- Patinkin Gyilkos elmékbeli és Dead Like Me-beli karaktere több hasonlósággal bír. Mindketten tehetséges és lelkes szakácsnak bizonyulnak, s mindkettőjük érdeklődik a művészetek iránt.
- 2007. július 17-én hivatalosan is bejelentették, hogy Patinkin távozik a sorozatból. Helyére esélyesnek tartották Geena Davist, Michael Keatont és Harvey Keitelt is, de végül Joe Mantegna kapta meg a szerepet.
- Patinkin és Thomas Gibson korábban már játszott együtt a Chicago Hope Kórház című sorozatban.
- Matthew Gray Gubler egy alkalommal modellt állt Mia Grace fotográfusnak, aki feltűnik egy apró szerepben a sorozat próbaepizódjában.
- Az egyik epizódban egy szereplőt Mike Zissounak hívnak, ami utalás az Édes vízi élet (The Life Aquatic with Steve Zissou) című film főszereplőjére; a filmben Gubler is szerepelt.
- A Gyilkos elmék került adásba a 2007-es Super Bowl után. Az epizódban feltűnt Jim Nantz és Phil Simms, a Szuperkupa két kommentátora.
- Eredetileg a Kirsten Vangsness által alakított Penelope Garcia figuráját csak az első epizódba szánták a sorozat írói, de a nézők annyira megkedvelték az FBI szolgálatába állított hekkerlányt, hogy beleírták a többi epizódba is, és nem sokkal később az állandó szereplők közé került.
- A filmben JJ gyerekeit (Henry és Michael LaMontagne) a szinésznő A.J. Cook saját fiai Mekhai és Phoenix Sky Andersen alakítja.

### Az epizódokról
- A Kétely (Doubt) című epizód (3./1.) adásbakerülését elhalasztották a 2006-2007-es szezonról, mivel hasonlóságokat mutat a 2007 áprilisában történt virginiai mészárlással. Az új időpontot 2007 őszére jelölték ki.
- A Hagyaték (Legacy) című rész (2./22.) több mozzanatában is emlékeztet a Motel és a Fűrész filmsorozatokra.

## DVD-kiadás
| Megnevezés               | Borító | 1-es régió           | 2-es régió         | 4-es régió         |
| ------------------------ | ------ | -------------------- | ------------------ | ------------------ |
| A teljes első évad       |        | 2006. november 28.   | 2007. február 12.  | 2007. április 18.  |
| A teljes második évad    |        | 2007. október 2.     | 2008. május 5.     | 2008. április 1.   |
| A teljes harmadik évad   |        | 2008. szeptember 16. | 2009. április 6.   | 2009. március 18.  |
| A teljes negyedik évad   |        | 2009. szeptember 8.  | 2010. március 1.   | 2010. március 9.   |
| A teljes ötödik évad     |        | 2010. szeptember 7.  | 2011. február 28.  | 2011. március 2.   |
| A teljes hatodik évad    |        | 2011. szeptember 6.  | 2011. november 28. | 2011. november 30. |
| A teljes hetedik évad    |        | 2012. szeptember 4.  | 2012. november 26. | 2012. november 7.  |
| A teljes nyolcadik évad  |        | 2013. szeptember 3.  | 2013. december 9.  | 2013. december 4.  |
| A teljes kilencedik évad |        | 2014. augusztus 26.  | 2014. december 8.  | 2014. december 3.  |
| A teljes tizedik évad    |        | 2015. augusztus 25.  | 2015. december 7.  | 2015. december 2.  |
| A teljes 11. évad        |        | 2016. augusztus 30.  | 2016. december 5.  | 2016. december 7.  |
| A teljes 12. évad        |        | 2017. szeptember 5.  | 2017. december 4.  | még nem jelent meg |
| A teljes 13. évad        |        | 2018. augusztus 28.  | 2018. december 3.  | még nem jelent meg |
| A teljes 14. évad        |        | még nem jelent meg   |                    |                    |
| A teljes 15. évad        |        | még nem jelent meg   |                    |                    |

Magyarországon a sorozat egyelőre nem kapható DVD-n.